# Essai sur l'argot
L’Essai philosophique, linguistique et littéraire sur l'argot, les filles et les voleurs est un chapitre d'un roman d’Honoré de Balzac.
Il paraît en 1847 dans  La dernière incarnation de Vautrin , qui constituera la dernière partie de Splendeurs et misères des courtisanes, dans les Scènes de la vie parisienne de La Comédie humaine.
Balzac a déjà fait preuve d’un soin extrême à restituer, en littérature, tous les argots et patois, notamment dans Les Paysans, également commencé en 1834 et dans les Chouans publié en 1830 où il est très attentif aux régionalismes.
Son exploration de la réalité humaine le pousse même à restituer les accents étrangers : l’accent allemand de Wilhelm Schmucke dans Le Cousin Pons, et surtout l’accent alsacien du baron Nucingen.

## Concordance
Kazuo Kiriu, professeur émérite à l’Université de Saitama au Japon a numérisé pendant vingt-cinq ans une étude du vocabulaire de Balzac par ordre alphabétique consultable sur le site de la maison de Balzac.